# Илда Шаулић
Илда Шаулић Вучковић (Београд, 8. децембар 1978) српска је певачица фолк музике. Кћерка је некадашњег српског певача Шабана Шаулића.

## Биографија и каријера
Илда Шаулић је рођена 8. децембра 1978. године у Београду. Првобитно се бавила тенисом, али је почела да пева, иако је њен отац био против тога.
Завршила је Вишу економску школу у Београду. Снимила је неколико дуета са оцем, Шабаном Шаулићем. Прву песму Стани, душо, да те испратим,, објавила је у лето 2008. године, да би први албум издала крајем исте године. Популарне песме са првог албума који носи назив Стани, душо, да те испратим су: Стани, душо, да те испратим, После нас, Буди мушко, као и обрада песме њеног оца Немој поглед да сакриваш.
Други албум, назван Волим те по једној од песама, објавила је 2010. године. Поред насловне, на албуму су и песме Најгора и најбоља, Забрани ми, Не окрећи се, кћери - дует са Шабаном Шаулићем, затим обрада песме Те сам ноћи преварила себе и друге. Трећи албум који носи назив Фалиш ми објаивла је 2012. године, а на њему су се нашле популарне песме попут хитовима Фалиш ми, Љубомора, Промаја.
Највећи хитови Илде Шаулић су: Стани, душо, да те испратим, После нас, Волим те, Најгора и најбоља, Промаја, Не дам што је моје, Фалиш ми, Љубомора, Обећао си и други.

## Дискографија

### Албуми
- 2008. Стани, душо, да те испратим
- 2010. Волим те
- 2012. Фалиш ми

### Компилације
- 2018.

## Синглови
- 2008. Стани, душо, да те испратим
- 2011. Промаја
- 2012. Не дам што је моје
- 2013. Дух у мојој соби
- 2014. Као некад ја
- 2014. Ил' ничија, ил' његова
- 2016. Обећао си
- 2017. Све због љубави
- 2017. Фалиш ми ових дана
- 2017. Једном ћеш да схватиш
- 2017. Једини човек
- 2019. Суза

## Дуети
- 2008. После толико година, дует са Марком Жујовићем
- 2010. Не окрећи се, кћери, дует са Шабаном Шаулићем
- 2011. Боли ме, боли, неверо, дует са Дајаном Пауновић
- 2015. Ти, невољо моја, дует са Лексингтон бендом

### Спотови
| Спот                           | Година | Режисер        |
| ------------------------------ | ------ | -------------- |
| Стани, душо, да те испратим    | 2008   | Горан Шљивић   |
| После нас                      | 2008   | Горан Шљивић   |
| Волим те                       | 2010   | Милош Надаждин |
| Промаја                        | 2011   | Милош Надаждин |
| Боли ме, боли, неверо          | 2011   | Милош Надаждин |
| Не дам што је моје             | 2012   | Милош Надаждин |
| Фалиш ми                       | 2012   | Милош Надаждин |
| Дух у мојој соби               | 2013   | Милош Надаждин |
| Ти, невољо моја                | 2015   | Милош Надаждин |
| Једном ћеш да схватиш          | 2017   | Милош Надаждин |
| Обећао си                      | 2020   | Милош Надаждин |
| Сад ме тражиш                  | 2020   | Милош Надаждин |
| Сад бих знала како да те чувам | 2022   |                |
| Не плачи душо                  | 2024   |                |
| Верујем у љубав                | 2024   |                |
| Теби не могу да кажем не       | 2024   |                |
| Хвала ти за љубав              | 2024   |                |